# Max Renneisen

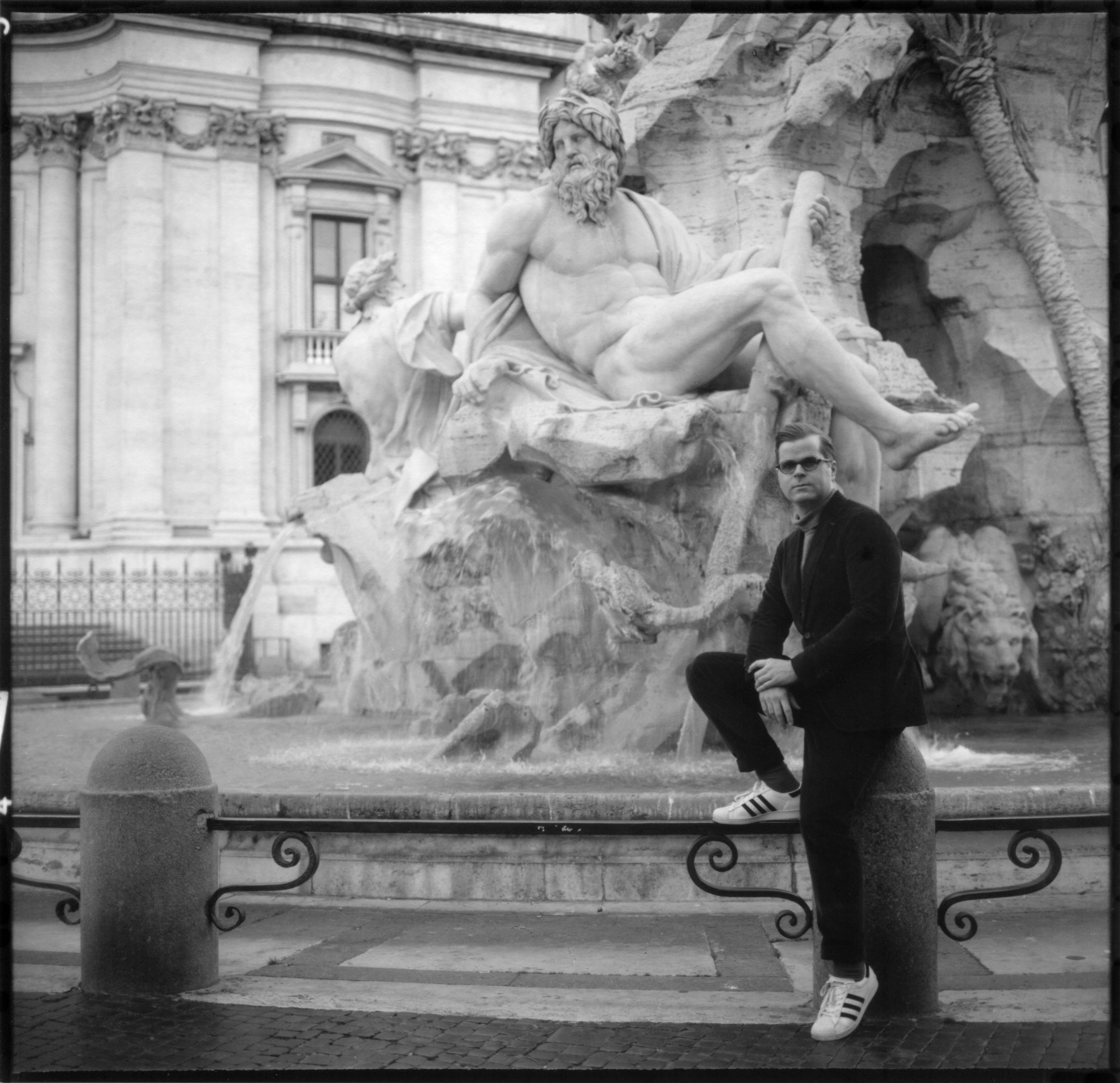
Max Renneisen (2022)

Max Renneisen (* 1977 in Hamburg) ist ein deutscher Künstler.

## Leben
Max Renneisen wuchs in Hamburg auf. Er begann zunächst ein Architekturstudium an der Bauhaus-Universität Weimar und entdeckte in dieser Zeit seine Präferenz für die Malerei. Da er vor allem die Maltechniken des 17. bis 19. Jahrhunderts erlernen wollte, erachtete er eine Ausbildung an einer Kunstakademie als wenig zielführend. Renneisen absolvierte stattdessen ein Magisterstudium der Kunstgeschichte und Romanistik an der Humboldt-Universität zu Berlin und begann, sich die praktischen Fertigkeiten selbst anzueignen. Im Studium entwickelte er zudem ein ausgeprägtes Interesse für die Fotografie des 19. Jahrhunderts. Max Renneisen lebt und arbeitet in Berlin.

## Werk
Max Renneisen arbeitet vorwiegend in den Medien der Malerei und der Zeichnung. Sein figurativer Ansatz beruht auf einer fortwährenden Auseinandersetzung mit dem künstlerischen Erbe der Alten Meister. Renneisen verarbeitet vielfältige Einflüsse aus der Kunst- und Bildgeschichte, um zu einer zeitgenössischen Umsetzung klassischer Themen wie der Tier- oder der Aktdarstellung zu gelangen. Die einzelnen Werkgruppen entstehen gewöhnlich über Jahre hinweg.

### Menagerie
In seinem Zyklus Menagerie widmet sich Max Renneisen dem Tierbild. Während das Konzept von Jean-Baptiste Oudry inspiriert ist, der als Hofmaler Ludwigs XV. lebensgroße Porträts exotischer Tiere aus der königlichen Menagerie von Versailles anfertigte, nutzt Renneisen für die Ausführung die beispiellosen Möglichkeiten der heutigen Zeit, sich mit den Arten vertraut zu machen. Neben dem Naturstudium in Zoos und Naturkundemuseen berücksichtigt er fotografisches und filmisches Material sowie aktuelle naturwissenschaftliche Erkenntnisse, um zu einer verdichteten Tierdarstellung zu gelangen, welche die Kreaturen als bewusste Individuen und ideale Repräsentanten einer Spezies zugleich präsentiert. Die Hintergründe zeigen Landschaften, viele davon in der Manier barocker Porträts, die Malern wie Jusepe di Ribera, Francisco de Goya oder Gustave Courbet entlehnt sind.

### Paradise Lost
Aus dem Wunsch, den Homo sapiens als Spezies in die Menagerie aufzunehmen, entwickelte Max Renneisen den Zyklus Paradise Lost, welcher den Akt in der Natur zum Gegenstand hat. Während die Figuren überwiegend aus FKK-Magazinen des 20. Jahrhunderts stammen, sind die sie umgebenden Landschaften auch hier von der Geschichte der Malerei, etwa den Werken Nicolas Poussins, Gustave Courbets oder Jean-Jacques Henners, inspiriert. Diese Zusammenstellung wirft Fragen über das Verhältnis des modernen Menschen zur Natur auf.

## Ausstellungen (Auswahl)
- 2023: Every Wave Is New, Framed, Berlin
- 2022: A Place for Bambi, Bark Berlin Gallery, Berlin
- 2022: I beg your pardon…, Wurlitzer Pied à Terre Collection, Berlin
- 2020: Diamonds, König Galerie, Berlin
- 2020: Drawing Wow 2, Kunstsaele, Berlin
- 2019: Strangers in Paradise, Wurlitzer Pied à Terre Collection, Berlin
- 2018: The Discerning Eye, Mall Galleries, London
- 2018: Summer Exhibition, Royal Academy of Arts, London
- 2017: Bonjour, Monsieur Courbet!, Le Manoir, Mouthier Haute-Pierre
- 2016: Summer Exhibition, Royal Academy of Arts, London
- 2016: In Search of Paradise Lost, Volume, Berlin